# XM Satellite Radio Indy 200 2005
XM Satellite Radio Indy 200 2005 var ett race som var den andra deltävlingen i IndyCar Series 2005. Racet kördes den 19 mars på Phoenix International Raceway. Sam Hornish Jr. tog sin första seger sedan han vann på Homestead 2004 drygt ett år innan. Seegrn förde hupp honom i mästerskapsledning. Marlboro Team Penske tog en dubbelseger, då Hélio Castroneves följde Hornish i mål. Regerande mästaren Tony Kanaan kunde inte upprepa sina segrar på banan 2003 och 2004, men tog 35 viktiga poäng med sin tredje plats. Dan Wheldon lyckades inte följa upp sin vinst i premiären på 2005 med en ny pallplats, men blev sexa, vilket räddade många viktiga poäng.

## Slutresultat
| Plats | Förare             | Team                   | Grid | Kvaltid |
| ----- | ------------------ | ---------------------- | ---- | ------- |
| 1     | Sam Hornish Jr.    | Marlboro Team Penske   | 6    | 20,481  |
| 2     | Hélio Castroneves  | Marlboro Team Penske   | 3    | 20,445  |
| 3     | Tony Kanaan        | Andretti Green Racing  | 21   | -       |
| 4     | Dario Franchitti   | Andretti Green Racing  | 5    | 20,477  |
| 5     | Scott Sharp        | Fernández Racing       | 9    | 20,529  |
| 6     | Dan Wheldon        | Andretti Green Racing  | 2    | 20,399  |
| 7     | Bryan Herta        | Andretti Green Racing  | 1    | 20,383  |
| 8     | Darren Manning     | Chip Ganassi Racing    | 11   | 20,587  |
| 9     | Patrick Carpentier | Cheever Racing         | 20   | -       |
| 10    | Kosuke Matsuura    | Fernández Racing       | 15   | 20,664  |
| 11    | Vitor Meira        | Rahal Letterman Racing | 12   | 20,616  |
| 12    | Scott Dixon        | Chip Ganassi Racing    | 8    | 20,519  |
| 13    | Alex Barron        | Cheever Racing         | 16   | 20,884  |
| 14    | A.J. Foyt IV       | A.J. Foyt Enterprises  | 17   | 21,099  |
| 15    | Danica Patrick     | Andretti Green Racing  | 18   | 21,270  |
| 16    | Ed Carpenter       | Vision Racing          | 19   | 21,715  |
| 17    | Tomas Scheckter    | Panther Racing         | 4    | 20,446  |
| 18    | Roger Yasukawa     | Fernández Racing       | 13   | 20,641  |
| 19    | Ryan Briscoe       | Chip Ganassi Racing    | 14   | 20,648  |
| 20    | Tomáš Enge         | Panther Racing         | 7    | 20,496  |
| 21    | Paul Dana          | Hemelgarn Racing       | 22   | -       |
| 22    | Buddy Rice         | Rahal Letterman Racing | 10   | 20,557  |